# Čudna snaga – priče Antuna Gabrića
Čudna snaga – priče Antuna Gabrića je radiodramska serija hrvatskog redatelja iz Vojvodine Rajka Ljubiča, u produkciji Hrvatskoga akademskog društva iz Subotice. Ljubič je režirao i obradio priče Antuna Gabrića.